# 马云
马云（1964年9月10日—），祖籍浙江嵊州，生于浙江杭州，中国大陆企业家，原阿里巴巴集团董事局主席，阿里巴巴、淘宝网、支付宝（蚂蚁集团）的创始人，大自然保護協會大中華理事會名譽主席，華誼兄弟副董事长。

## 生平

### 求學生涯
马云祖籍浙江省嵊州市（原嵊县）谷来镇，后父母移居杭州。幼年时就读于杭州市中北二小学（现长寿桥小学）。后在杭州市天水中学短期就读。1982年，马云高中毕业后，参加第一次高考，数学考了9分。1983年，第二次参加高考，还是落榜，数学考了19分。因此经過父親拜託，開始替山海经、东海、江南三家杂志社踩三轮車送書，白天上班，晚上上夜校。1984年，第三次参加高考，数学考了89分，终于考上了杭州师范学院外语系外语外贸专业的专科。1988年毕业于杭州师范学院（现杭州师范大学）外语系英语专业，获英语学士学位，8月分配到杭州电子工业学院（现杭州电子科技大学）基础部从事英语教学工作，1994年10月调任党政办公室所属外事办公室主任，1995年6月1日辞职。

### 創業历程
1994年，马云初次接触商业活动，集资3,000人民币创办海博翻译社。第一个月，收入人民幣700元，但房租高达人民幣1,500元。他于是利用转手小商品交易的方式，从广州、义乌等地进货，成功养活了翻译社，还组织了杭州第一个英语角。1995年，马云在出访美国时首次接触到因特网，回国后和他的妻子，还有同为老师的何一兵于1995年4月创办网站“中国黄页”，专为中国公司制作网页，其后不到三年时间，他们利用该网站赚到了人民幣500万元。1997年，他为中国外经贸部开发其官方站点及中国产品网上交易市场。
1999年，马云正式辞去公职，创办阿里巴巴网站，开拓电子商务应用，尤其是B2B业务。2003年秘密成立淘宝網，2004年创立独立的第三方电子支付平台支付宝，兩者目前在中國市場都處於領先地位，同時，阿里巴巴是全球領先的B2B網站。2006年马云成為央視二套《贏在中國》評委，還用中國雅虎和阿里巴巴為《贏在中國》官方網站提供平台。2013年5月10日，在淘宝十周年晚会上宣布，马云卸任阿里巴巴集团首席执行官（CEO）一职，由陆兆禧接任。
2017年1月9日（北京时间10日凌晨），马云与美国候任总统唐纳德·特朗普在纽约特朗普大厦会谈约40分钟。双方讨论了阿里巴巴在线零售平台如何帮助创造100万个新的美国就业机会，通过增加 100 万家美国中小型企业，估计每家企业能因业务增长而雇佣1人。阿里巴巴发言人10日下午澄清，会前、会后都“没有谈条件”，也没有协商到如何对媒体统一口径。路透社援引消息人士报道，中国官员在会面后向阿里巴巴的政府关系团队表达了北京对马云未经批准就与特朗普会面的不满。马云曾将与外国政客的会面视为中国的“非官方外交”，他被认为喜欢这样做。
2018年6月，马云访问马来西亚，与時任马来西亚首相马哈迪·莫哈末会面；他表示自己当年（1997年）正是看到马哈迪提出多媒体超级走廊的想法后，才受到启发，最终创立阿里巴巴集团。

### 退出一线
2018年8月29日，支付宝（中国）信息技术有限公司法人代表发生变更，由马云变更为叶郁青；2019年9月10日，马云宣布将不再担任集团董事局主席（董事长），届时由张勇接任。2020年10月1日，马云卸任阿里巴巴集团董事。
2020年10月，马云公开批评中国监管机构，导致蚂蚁集团上市计划搁浅。2020年11月2日，中国人民银行、中国银保监会、中国证监会、国家外汇管理局对蚂蚁集团实际控制人马云、董事长井贤栋、总裁胡晓明进行了监管约谈。之後马云的活動日趨低調，在公眾面前露面的次數極少。
2023年1月7日，螞蟻集團公告，不再存在任何直接或間接股東單一或共同控制螞蟻集團的情形，馬雲在內的10名自然人分別獨立行使股份表決權，這將導致馬雲所持投票表決權從53.46%大幅降低為6.208%，不再是螞蟻集團的實控人，对蚂蚁的投票权将与他作为杭州君瀚的自然人股东、在蚂蚁集团享有的经济利益相匹配。2024年初，馬雲放棄螞蟻實控權后，放棄眾安在線、阜博集團、友寶在線、維天運通、雅仕維及亞博科技等6家公司的權益減至零。
2021年10月港媒报道，12日马云在香港会友，16日现身西班牙，结束了市场盛传其自蚂蚁集团上市计划搁浅被“禁止出境”，在大陆亦只能作有限度活动。2022年，馬雲移居日本，定期前往美国和以色列。2023年3月底，馬雲現身杭州云谷学校，经济学人报道称国务院总理李强说服其回国。华尔街日报报道，李强与马云关系密切。
2025年2月17日，中共中央召开民营企业座谈会，中共中央总书记习近平出席。马云在北京参会，据中国中央电视台视频画面与报道坐在面向主席台的第一排座位。据BBC报道马云受国务院总理李强要求回国，分析认为的高调参会表明习近平当局更依赖民营企业推动“新质生产力”发展，放弃打压民营企业。也有分析认为习近平没有让已经卸任公司职务的马云与华为、比亚迪、小米等科技企业负责人同场发言。新华社及其他中国官媒报道了部分参会发言的企业家姓名，但未提及马云。

### 公益事业
2015年4月3日，马云向母校杭州师范大学捐赠1亿元人民币，设立“杭州师范大学马云教育基金”，主要用于资助教育研究与教育创新。2015年4月，马云与马化腾等人联合发起成立公益机构“桃花源生态保护基金会”，从事环保公益事业。他与中国艺术家曾梵志联合创作油画《桃花源》，并将油画拍卖所得全部捐给桃花源生态保护基金会。
2019年9月10日，马云在其55岁生日上宣布将不再担任集团董事局主席（董事长），投身公益事业、教育与农业。

## 职务
- 杭州师范大学阿里巴巴商学院院長
- 香港大学名誉教授[61]（2023-2026）
- 東京學院客座教授（2023年5月-10月）[62]
- 国富通信息技术发展有限公司总经理
- 阿里巴巴集团主要创办人
- 阿里巴巴集团董事局主席
- 阿里巴巴網絡有限公司董事局主席兼非执行董事
- 软银集团董事[63]
- 華誼兄弟傳媒股份有限公司董事
- 聯合國可持續發展目標倡导者[64]
- 聯合國貿易和發展會議青年創業和小企業特別顧問
- 亚太经济合作组织工商咨詢委員會成員
- 美國自然保育協會中國項目托管人兼全球董事會成員
- 太极禅苑联合创办人（与李连杰合建）
- 阿里巴巴集團的成功，使馬雲多次獲邀到全球著名高等學府講學，當中包括賓夕法尼亞大學沃頓商學院、麻省理工学院、哈佛大學等；他也參與扶貧與賑災工作。
- 第十届浙江省政协委员
- 浙商总会第一届会长

## 财富
2014年3月美國財經雜誌《財富》（Fortune）公布「全球50位最偉大領袖」，中國阿里巴巴集團董事局主席馬雲｢讓世界變得更好」排名第16。2014年8月，彭博社认为马云拥有218亿美元净资产为中国首富。2014年9月发布的胡润百富榜中，马云家族以1500亿人民币财富首次问鼎中国首富，成为胡润百富榜创立16年来第11位中国首富。在同年10月《福布斯富豪榜》中马云以1193亿人民币登顶中国大陸首富。同年12月，彭博亿万富翁指数（Bloomberg Billionaires Index）显示，身家达到286亿美元的马云超越李嘉诚的283亿美元登顶亚洲首富。其超半数的财富来自其阿里巴巴6.3%的持股，这些股份目前价值163亿美元，此外马云还持有支付宝近半数股份。他在福布斯2019年億萬富翁排行榜中名列第21位，資產達到373億美元。在福布斯2020年億萬富翁排行榜中名列第17位，資產達到388億美元。2020年11月螞蟻集團首次公開發行，馬雲持有8.8％的股票價值約274億美元，他財富淨值將達到716億美元，成為全球第11大富豪。

## 著作
- 《马云与员工内部对话》2012年
- 《马云与员工内部对话II》2013年
- 《马云内部讲话：相信明天》2015年红旗出版社
- 《马云内部讲话》2016年红旗出版社
- 《马云：未来已来》2017年红旗出版社

## 争议
马云是一个非常成功的企业家，但在创业历程中也是一个充满各种争议的创始人。

### 支付宝解除与阿里巴巴的协议控制
2011年，在未获董事会通过的情况下，马云决定终止支付宝与阿里巴巴集团之间的协议控制关系，以获取央行发放的支付牌照。由于此事件影响阿里巴巴集团这一上市公司的估值，故对投资者造成冲击。

### 六四言论
2013年7月13日起，《南华早报》相继刊发对马云的系列访谈录。录音中马云在回顾阿里巴巴公司遭遇的“欺诈门”、“支付宝拆分”等危机时说：“一家公司的CEO，无论是阿里巴巴事件也好，无论是支付宝的拆分也好，你在这个当口上，好像邓小平在‘六四’当中，他作为国家最高的决策者，他要稳定，他必须要做这些残酷的决定。这不是一个完美的决定，但这是一个最正确的决定，在当时是最正确的决定。任何时候，一个领导者是必须要做这样的决定。”马云还据此夸赞中国互联网管制很有水平。文章在上網一段時間後被一名女記者擅自登入系統刪除有關「六四」的段落，事後該名記者被報館要求停職接受調查，她隨後申請辭職。《南华早报》編輯部發表聲明稱，指記者劉怡未經授權擅自進入系統，對已由編輯同意刊發的最後定稿進行刪改。刪改後的版本將馬雲對六四的言論刪除。這與採訪的錄音原始記錄不相符。民运人士有人发起联署，要求马雲为六四言论道歉。

### 拜访“气功大师”
2014年7月3日，有网友发布了马云等人此次拜访江西萍乡气功师王林的照片，随即引爆网络。坊间流传多张马云与其他名流如赵薇等共同拜访王林的图片。马云发微博称，对未知的探索、欣赏和好奇是他的爱好，“即便是魔幻术，挑战背后的奥秘也快乐无穷”。他还说，“人类很容易以有限的科学知识去自以为是地判断世界”，“过度的沉溺信仰和迷失信仰都是迷信”。

### 狩猎
2014年8月，马云花费约50万港元在苏格兰租用四架直升机狩猎，一周内猎取了17只雄鹿，引发一些批评。

### 批評京東
2015年1月，马云对竞争对手京东“京东的模式存在巨大问题，将来会成为悲剧”的评论被媒体披露，引发争议，随后马云致歉。

### 对996工作制的看法
2019年4月，996工作制引发争议后，马云在内部交流会中肯定996工作制，他认为，“能做996是一种巨大的福气，很多公司想996都没有机会”，“商业是最大的公益”，“所以今天中国BAT这些公司能够996，我认为是我们这些人修来的福报”，“我不要说996，到今天为止，我肯定是12x12以上”，“我很幸运，我没有后悔12x12，我从没有改变过自己这一点”，并称员工到阿里巴巴来，待遇和工作环境不是最重要，最重要的是阿里巴巴能把员工塑造为有理想、热爱工作的“不同的人”。但马云之前在一档节目中却说自己后悔终日忙工作，根本没时间陪家人，“要是能再活一次，我绝对不会再这样了”。
马云的上述言论受到质疑，对此，马云又通过新浪微博改口称“任何公司不应该，也不能强制员工996”，“没有人喜欢在一个强制996的企业里工作，这既不人道，也不健康，更难以持久，员工、家人、法律都不允许。”但是同时又强调“真正的996不是简单的加班，不是单调的体力活，和被剥削没有关系。而应该是花时间在学习、思考和自我的提升上”，“但是年轻人自己要明白，幸福是奋斗出来的！不为996辩护，但向奋斗者致敬！”

### 第二届外滩金融峰会
2020年10月，中国金融四十人论坛（CF40）联合各组委会成员机构在上海召开第二届外滩金融峰会。峰会主题为“危与机：新格局下的新金融与新经济”。10月24日，马云以联合国数字合作高级别小组联合主席、联合国可持续发展目标倡导者的身份进行了演讲。他说：“巴塞尔协议像一个老年人俱乐部。”“今天的银行延续的还是当铺思想，抵押和担保就是当铺。”“借10万块，你怕银行；借1000万，你和银行都有点慌；借10个亿，银行怕你。”此番言论引起社会广泛关注和议论。
11月2日，中国人民银行、中国银保监会、中国证监会、国家外汇管理局对蚂蚁集团实际控制人马云、董事长井贤栋、首席执行官胡晓明进行了监管约谈。
11月3日晚，上海证券交易所发布关于暂缓蚂蚁科技集团股份有限公司科创板上市的决定。香港交易所当晚也发表声明，暫緩蚂蚁集团H股上市。據《華爾街日報》報導，是中共中央總書記習近平在馬雲發言後，親自下令阻止螞蟻集團的IPO。12月24日，受到中国人民银行、中国银保监会、中国证监会、国家外汇管理局将约谈蚂蚁集团涉嫌垄断行为立案调查，阿里巴巴的股价开市既跌超过15%，市值蒸发超过1100亿美金。
2021年5月25日，據媒体报道，马云将辞去于2015年成立的湖畔大学院长一职，湖畔大学改名“湖畔创研中心”。马云曾表示:“希望湖畔大学能经营300年。”然而湖畔的招生條件嚴苛，要求報考者有三年以上的創業經歷，企業有超過3000萬人民幣的年營業額，納稅三年以上，員工數超過30人。還要求學員有三位推薦人，其中至少有一位是湖畔大學的指定推薦人。因此湖畔飽受批評，被認為是名人富人的俱樂部。

## 評價
马云身上曾被稱為“中国经济的领袖”，世界资产大亨、中共的非官方亲善大使。在2020年疫情之初向世界各国捐赠了数千台呼吸机和超过一亿个口罩。他还是联合国委员会的成员，来往的对象包括王室成员、总统和总理。马云被年轻网民称为“马爸爸”。同时他也是政府的金字招牌，是红顶商人，党员、红色资本家。作为阿里巴巴的早期投资者，也是《阿里巴巴：马云的商业帝国》一书的作者，克拉克（Duncan Clark）表示，在中国的商界，的确不太容易找出“第二个马云”，而且短期内也可能不会出现。
第二届外滩金融峰会的言论出现及蚂蚁集团上市受规管后，中国媒体对马云的抨击声四起。面对阿里巴巴因为垄断而被罚款182亿元，也公开表态“诚恳接受，坚决服从”，“心怀感恩，也同时心存敬畏”。

## 轶事

### 名字
马云本人使用繁体字簽名為「馬雲」。馬雲與馬化騰在網路服務業並稱為「二馬」。騰訊有本內刊，叫做《騰雲》，網路服務業界曾就著刊名和兩人的名字開玩笑。圈內有人打趣說，馬化騰是希望排在馬雲前面。

### 自称中毒
2015年8月7日，一段马云与柳传志对话的短视频在网上传播，其中马云自称“我前天还差点他妈的死了”、“药物中毒我靠！我还不好说我擦嘞！呵呵呵呵……”，引起网友热议。后经观察者网考证，该段视频出自央视财经频道，拍摄于2014年1月10日在北京银泰中心柏悦酒店举行的中国企业家俱乐部年会。目前原视频在央视已经无法找到。

### 成为B站鬼畜全明星
2015年10月31日，马云获邀请参加了央视节目《开讲啦》，说出名言：“我从来没碰过钱，我对钱没有兴趣。”因马一本正经的表情与身旁的撒贝宁憋笑形成强烈的反差而遭到了哔哩哔哩弹幕网众多UP主的恶搞，马云一时间成为了鬼畜明星。而在他身旁的撒贝宁也是如此。

### “不务”正业
在2017年阿里巴巴18周年年会上，马云戴着面具，骑着哈雷摩托登场，跳起了迈克尔·杰克逊的经典舞蹈。他又在云栖音乐节一口气连唱了4首歌，其中包括和中国大陆歌手李健合唱的《传奇》。后来，作为太极拳爱好者的马云还出演了功夫电影《功守道》，并在其中和李连杰、甄子丹、吴京、朝青龍等一众功夫明星对打。除了上述所说的，马云还演了小品、变了魔术等等。

## 家族
- 祖父馬叔周（1894年-1999年）：《天下沒有難做的生意》一書中提到，祖父在中華民國對日對日抗戰時期擔任國民政府地方官員，在文化大革命中被打成「黑五類」，讓他自幼被街坊鄰里奚落和鄙視，造成不快樂的童年成長環境[119]。
- 父親馬來法（1939年-）：浙江省一家戏剧协会负责人[120]，在中国曲艺界堪称元老级人物[121]。
- 母亲崔文彩（1944年-）
- 妻子张瑛（？-）：浙江省绍兴市嵊州市甘霖镇人，在杭州师范学院（今杭州师范大学）读书时认识了马云，大学毕业后，马云在杭州电子工学院（今杭州电子科技大学）执教，不久之后两人结婚。[122]婚后育有一子一女。[14]
- 兒子馬元坤（1992年-），伯克利大学天体物理系。
- 女兒马安妮（1995年-）

## 荣誉
- 2000年和2011年马云不仅两度成为《富比士》封面人物，而且是該雜誌創辦50多年以來的封面人物中第一次出现中国大陆籍的企业家。[123]
- 2009年，獲《時代週刊》評選為「全球百名最具影響力的人物」之一。
- 2010年，獲《亞洲富比士》雜誌評選為「亞洲慈善英雄」之一。
- 2011年，獲《华尔街日报》评选马雲为“中国的賈伯斯”。[123]
- 2013年10月，全国工商联60华诞之际，《中国工商》杂志、华商韬略编辑委员会、中华工商联合出版社联合发起《民营力量璀璨中国梦想——100位对民族产业贡献卓著的民营功勋企业家》荣誉报道活动，彰显民营经济及民营企业家的民族成就与国家贡献，马云作为互联网产业的旗帜人物，获“对民族产业贡献卓著的民营功勋企业家”荣誉。
- 2014年5月7日，以457亿元资产进入“2014新财富500富人榜”前十名。[124]
- 2016年5月13日，获授法国荣誉军团勋章[125]。
- 世界经济论坛曾评选其为中国的“未来全球领袖”。
- 长江商学院中国企业CEO课程班毕业[126]。
- 2018年12月18日，马云被中共中央、国务院授予改革先锋称号，颁授改革先锋奖章，马云获得的评价是“数字经济的创新者”。[127]
- 2019年，中國共產黨杭州市委員會、杭州市人民政府授予马云“功勋杭州人”荣誉称号[128]。
- 2019年7月，在《福布斯》發布的2019中國慈善榜中，馬雲以9.8億元的現金捐贈金額，排名第3名[129]。

### 荣誉学位
- 香港科技大学工商管理学荣誉博士[130]
- 国立台湾师范大学名誉教育学博士[131]
- 德拉萨大学（英语：De La Salle University）科技创业名誉博士[132]
- 特拉维夫大学荣誉博士[133]
- 香港大学名誉社会科学博士[134]

## 演出

### 電影
| 年份   | 標題       | 角色   | 導演                               | 合作演員       |
| ------ | ---------- | ------ | ---------------------------------- | -------------- |
| 2017年 | 《功守道》 | 馬師傅 | 文章負責導演和編劇、李連杰負責監製 | 李連杰、甄子丹 |

## 其他事件
2014年6月29日，马云在参加清華大學经管学院2014年毕业典礼演讲时表示，自己到当天为止没到淘宝上购过一件物，也没用过支付宝，但会耳朵竖起来听别人谈论支付宝到底好还是不好。
马云热心东方神秘文化和宗教，他時常鑽研氣功與佛教，尤其是禪宗。2011年与另一位知名佛教徒李连杰一起创立太极禅文化国际发展公司，开始致力于面向全球推广太极文化。2013年同演员赵薇一起去拜访“气功大师”王林，引发公众对王林的关注，造成王林非法行为曝光。馬雲經營自己企業時強調太極拳的原理。他認為無論是人亦或公司，要想長期生存就要像太極拳一样動作緩慢。另外马云还喜欢阅读金庸的武侠小说，也由于这一原因，他开始要求阿里巴巴的员工以金庸武侠小说中人物的名字作为花名（此后由于阿里巴巴员工大量增加，花名取名范围扩大至历史人物和文学人物）。在阿里巴巴内部，马云的花名为“风清扬”。
2016年3月27日，湖畔大学在杭州举行了第二届的开学典礼，阿里巴巴董事局主席马云作了开学致詞，主讲失败案例，要做民营企业家自己的大学。
2017年1月10日，特朗普在紐約特朗普大廈跟馬雲進行了約40分鐘的會談。會談結束後，他們對等在大堂的媒體記者說，兩人著重談論了中美貿易議題，具體包括阿里巴巴如何通過雙邊貿易幫助美國創造就業崗位。同年6月份在美國底特律舉行「鏈結世界」（Gateway 17）產業大會，會上提出人工智慧可能導致第三次世界大戰，因為前兩次產業革命都導致兩次大戰，戰爭原因並非這些創新發明本身，而是發明對社會上許多人的生活方式衝擊處理不當，新科技在社會上產生新工作也取代舊工作，產生了新的輸家和贏家，若是輸家的人數太多將造成一股社會不穩的能量而這股能量被有心人利用可能導致各種事件。他認為各國應該強制訂定規定AI機器只能用於人類不能做的工作，避免短時間大量人類被取代的失業大潮，但他沒有提出這種世界性規定將如何實現並確保遵守的細節方案。
2017年11月3日，由馬雲與王菲共同演唱的歌曲《風清揚》在蝦米音樂上線，為馬雲的首支單曲。而以該歌曲為主題曲的電影《功守道》也由馬雲擔任主演。
2018年12月12日，馬雲出席論壇時表示，認為除了杭州，自己待最久的地方就是香港了，指香港除了是法治社會外亦具備包容、開放等特質，形成獨特的多元文化，又透露自己是香港非永久居民。
2022年5月3日，中国浙江省杭州市国家安全局通报一起危害国家安全案，通报指嫌疑人马某某“勾结境外反华敌对势力，涉嫌从事煽动分裂国家、煽动颠覆国家政权”。由于部分媒体一开始以“马某”指代嫌疑人，且案发地点为杭州，部分舆论将马某某与马云联系在一起，阿里巴巴受传言影响股价大跌。稍后媒体人胡锡进澄清称，被调查的嫌疑人是“马某某”而并非“马某”，批评媒体报道不严谨，并否认马云涉案。当天稍晚公布的案件详情也证实嫌疑人并非马云。

## 延伸阅读
[在维基数据编辑]
 在维基共享资源阅览影像

## 外部連結
- 马云的Facebook專頁
- 马云个人新浪博客
- 马云个人新浪微博
- 马云个人Twitter

| 非組織職務 | 非組織職務                  | 非組織職務    |
| ---------- | --------------------------- | ------------- |
| 新頭銜     | 浙商总会会长 2015年－2022年 | 繼任： 南存辉 |